# RK Ovce Pole
Il Rakometen Klub Ovce Pole è una squadra di pallamano maschile macedone con sede a Sveti Nikole.

È stata fondata nel 1957.